# Love You Down
«Love You Down» es el título de una canción de R&B interpretada por la banda estadounidense Ready for the World. Lanzado como sencillo en noviembre de 1986 como tema principal de su segundo álbum, Long Time Coming, fue escrita por Melvin Riley Jr. y producida por Gary Spaniola para el sello discográfico MCA Records.
En Estados Unidos fue un éxito en la Hot Black Singles de Billboard, pasando dos semanas en el número 1 de la lista en diciembre de 1986 y en el Billboard Hot 100 alcanzó el puesto 9 a principios de 1987. También llegó al puesto 24 en la Billboard Adult Contemporary. En el Reino Unido alcanzó al puesto 60 en la UK Singles Charts.

## Otras versiones
- En 1997 fue versionada por la cantante de R&B INOJ. Apareció inicialmente en el álbum recopilatorio So So Def Bass All-Stars Vol. 2 y luego fue incluida en su álbum debut de 1999 Ready for the World.[2]
- En 2009 la cantante y bajista estadounidens Meshell Ndegeocello realizó una versión para su octavo álbum de estudio Devil's Halo.[3]

## Posicionamiento en listas
| Lista (1986)                                                 | Máxima posición |
| ------------------------------------------------------------ | --------------- |
| Estados Unidos Billboard Hot 100                             | 9               |
| Estados Unidos Billboard Hot Black Singles                   | 1               |
| Estados Unidos Billboard Adult Contemporary                  | 24              |
| Estados Unidos Billboard (Hot Dance/Disco 12" Singles Sales) | 25              |
| Reino Unido UK Singles Chart                                 | 60              |